# فرانسيسكو بورتيلو
فرانسيسكو بورتيلو (بالإسبانية: Francisco Portillo Soler)‏ (13 يونيو 1990 إسبانيا - ) هو لاعب كرة قدم إسباني، يلعب كلاعب وسط.

## وصلات خارجية
فرانسيسكو بورتيلو على موقع الاتحاد الأوربي (الإنجليزية)
- فرانسيسكو بورتيلو على موقع قاعدة بيانات كرة القدم.إي يو (الإنجليزية)
- فرانسيسكو بورتيلو على موقع Soccerbase.com (لاعب) (الإنجليزية)
- فرانسيسكو بورتيلو على موقع Soccerway.com (الإنجليزية)
- فرانسيسكو بورتيلو على موقع عالم كرة القدم.نت (الإنجليزية)
- فرانسيسكو بورتيلو على موقع AS.com (الإسبانية)